# Karl-Heinz Minuth
Karl-Heinz Minuth (* 13. Mai 1927 in Königsberg, Ostpreußen; † 20. Mai 1999) war ein deutscher Historiker.

## Leben

### Familie, Schule, Kriegszeit
Minuth wurde 1927 als ältestes von drei Kindern des Holz- und Kohlenhändlers Emil Minuth und seiner Frau Margarete, geb. Helfrich geboren. Von 1933 bis 1944 besuchte er in Königsberg die Grundschule und das Gymnasium.
Von Januar bis Dezember 1944 wurde Minuth mit seiner Schulklasse als Luftwaffenhelfer in Königsberg und Klettwitz in Niederlausitz eingesetzt. Anschließend musste er einige Wochen lang im Rahmen des Reichsarbeitsdienstes in Bismarckhügel (Ostpreußen) und Bremen arbeiten. Am 3. März 1945 wurde er zum Infanterieregiment 65 eingezogen. Nachdem er am 17. April 1945 zwei Lungendurchschüsse erlitten hatte, geriet er im Reservelazarett Vechta in britische Kriegsgefangenschaft, aus der er am 20. Dezember 1945 als geheilt entlassen wurde.
In Miltenberg und in Amorbach im Odenwald besuchte Minuth nach dem Krieg die Oberrealschule und legte sein Abitur ab.

### Tätigkeit für die US-Armee
Anschließend arbeitete er in einem Kieswerk in Miltenberg; im Dezember 1948 trat er als Zivilangestellter in den Dienst der amerikanischen Armee ein. Während dieser Zeit belud er u. a. amerikanische Flugzeuge (Rosinenbomber) mit Kohlensäcken und Lebensmitteln, mit denen die Bevölkerung von West-Berlin während ihrer Blockade durch die Sowjetunion in den Jahren 1948 und 1949 auf dem Luftweg versorgt wurde.

### Studium
Zum Wintersemester 1954 konnte Minuth sich an der Universität in Kiel für das Studium der Geschichtswissenschaft und Anglistik immatrikulieren. Während seines Studiums arbeitete Minuth an dem von Erhard Riemann begründeten Preußischen Wörterbuch der west- und ostpreußischen Dialekte mit, das von der Akademie der Wissenschaften und der Literatur Mainz herausgegeben wurde. Seit seiner Studienzeit veröffentlichte Minuth in der Fachzeitschrift Geschichte in Wissenschaft und Unterricht. Ein Coup gelang ihm in einem Aufsatz von 1964, in dem er sich mit der Geschichte des Begriffs Eiserner Vorhang befasste. In diesem wies er nach, dass nicht Winston Churchill als erster 1946 dieses Bild für die Abschließung von Osteuropa vom Westen des Kontinents verwendet hat, sondern dass der NS-Propagandaminister Joseph Goebbels dieses Wort bereits am Ende des Krieges geprägt hatte.
Im Januar 1967 promovierte Minuth mit einer von Karl Dietrich Erdmann betreuten Dissertation über die westalliierte militärische und politische Südosteuropastrategie in den Jahren 1942 bis 1945 zum Dr. phil.

### Arbeit als Historiker
In den 1970er und 1980er Jahren wurde Minuth vor allem als einer der Hauptbearbeiter (gemeinsam mit Erdmann) der von der Historischen Kommission bei der Bayerischen Akademie der Wissenschaften und dem Bundesarchiv als Gemeinschaftsprojekt herausgegeben Quellenedition der Akten der Reichskanzlei für die Zeit der Weimarer Republik bekannt. Hierbei handelt es sich um eine Serie von Aktenpublikationen, die sämtliche erhaltenen Kabinettsprotokolle der Regierungen von 1919 bis 1934 sowie zahlreiche weitere im Bundesarchiv und an anderen Stellen erhaltene interne Unterlagen der betreffenden Regierungen in jeweils ein oder zwei Bänden für jedes der Kabinette jener Jahre kompakt zusammenstellen und der Öffentlichkeit zugänglich machen. Die entsprechenden Publikationen, deren Organisation (Anordnung und visuelle Präsentation der Unterlagen) sowie Kommentierung (in Form von erläuternden Fußnoten) Minuth in jeweils zwei Bänden für die Regierungen von Hans Luther, Adolf Hitler (für die Jahre 1933 und 1934) und Franz von Papen besorgte, gelten heute als Standardwerk für historische Forschungen über die Politik der Regierungen dieser Jahre, zumal sie den Zugang zu den betreffenden Dokumenten erheblich erleichtern, da diese seither in praktisch jeder größeren Forschungsbibliothek einer breiten Öffentlichkeit – und nicht länger nur im Lesesaal des Bundesarchivs – zugänglich sind. Der erste dieser Bände erschien 1977. Minuth verlegte seinen Wohnsitz zur ständigen Betreuung dieses Projektes nach Koblenz.
Politisch wandte Minuth sich in den 1970er Jahren gegen die Ostpolitik von Willy Brandt, die er als konservativer Ostpreuße ablehnte. Als Rentner wandelte er seine Haltung und unternahm zahlreiche Reisen nach Osteuropa. So initiierte er unter anderem ein Deutsch-Russisches Haus in Kaliningrad und hielt Vorträge vor der sowjetischen Offiziersschule der Stadt und bei Versammlungen der Ostpreußischen Landsmannschaft und der Deutsch-Russischen Gesellschaft in Koblenz.
Nach seinem Tod wurde Minuth auf dem Hauptfriedhof Koblenz begraben.

## Schriften (Auswahl)
- Die westalliierte militärische und politische Südosteuropastrategie 1942–1945. Phil. Diss. Kiel 1967.
- Bearb.: Akten der Reichskanzlei. Boldt, Boppard 1977 ff.